# Johannes von Ephesos
Johannes von Ephesos (* um 507 im Gebiet Ingilene bei Amida [heute Diyarbakır]; † um 589), auch bekannt als Johannes von Asien, war ein spätantiker Bischof und syrisch-römischer Kirchenhistoriker.

## Leben und Werk
Johannes, der die Beschlüsse des Konzils von Chalkedon (451) ablehnte und daher zumeist als Anhänger des Monophysitismus gilt, wurde bereits als kleines Kind in ein Kloster gegeben und übersiedelte jung nach Amida, wo er sich in den Mönchsorden des Johannes aufnehmen ließ. Da die Monophysiten im Oströmischen Reich nach 519 vielfach Repressalien ausgesetzt waren, wichen die Mönche 521 in den nahegelegenen kleineren Ort Hazim aus, kehrten aber 530 auf Geheiß des Kaisers Justinian (und vielleicht aufgrund der Vermittlung durch die Kaiserin Theodora) nach Amida zurück. 
Seit 532 unternahm Johannes ausgedehnte Reisen durch den ganzen römischen Orient, wobei er besonders Geschichten über berühmte Heilige sammelte, die er Jahrzehnte später niederschreiben sollte. 540 gelangte er nach Konstantinopel, wo er unter dem Schutz Theodoras stand und sich (nachdem er 541 eine Reise nach Ägypten unternommen hatte) auch aufhielt, als im Frühjahr 542 die sogenannte Justinianische Pest wütete. In diesem Jahr erhielt er trotz seiner monophysitischen Neigungen vom Kaiser den Auftrag, sich im kleinasiatischen Bergland der Heidenmission zu widmen – dass er dabei nach eigenen Angaben in drei Jahrzehnten angeblich über 70.000 Menschen taufte, ist ein Indiz dafür, wie viele Nichtchristen damals noch immer im Oströmischen Reich lebten. 558 wurde Johannes vom Nicht-Chalkedonier Jakob Baradai zum Bischof von Ephesos geweiht, er scheint sich dort aber niemals aufgehalten zu haben. Hauptstätte seines Wirkens blieb vielmehr Konstantinopel. Unter Kaiser Justin II. kam es seit 570 wieder verstärkt zu Verfolgungen der Monophysiten; Johannes, der seit längerem als einer der wichtigsten Repräsentanten dieser Gruppe galt, wurde inhaftiert und verstarb ca. 589, wohl in Chalkedon.
Johannes verfasste mehrere Werke, die aber nur teilweise erhalten sind. Besonders wichtig sind die noch existierenden Bücher seiner auf Syrisch (eine aramäische Sprache) abgefassten Kirchengeschichte, die für die Jahre 571 bis 585 vollständig überliefert ist und auch Informationen zur politischen Geschichte dieser Zeit bietet; so berichtet er etwa über den Perserkrieg des Maurikios. Für die zu seiner Zeit beginnende Christianisierung Nubiens stellen neun Kapitel seines Werkes die bedeutendste Quelle dar. Untersuchungen haben gezeigt, dass in diesem Bericht zwar anekdotenhafte Passagen vorkommen, sich aber in Verbindung mit epigraphischen und archäologischen Quellen eine relative Chronologie der Missionierung ergibt. Der (heute verlorene) zweite Teil der Kirchengeschichte wurde unter anderem von Pseudo-Dionysius von Tell Mahre benutzt. Bedeutsam sind daneben auch die Viten der östlichen Heiligen, eine Sammlung von 58 Lebensbeschreibungen vor allem syrischer und ägyptischer Mönche und Einsiedler.
Derzeit (2025) entsteht unter der Leitung von Hartmut Leppin (Frankfurt) und Philip M. Forness (Löwen) eine neue kommentierte Ausgabe.